# Finger Point (udde i Antarktis, lat -77,00, long 162,43)
Finger Point är en udde i Antarktis. Den ligger i Östantarktis. Nya Zeeland gör anspråk på området.
Terrängen inåt land är varierad. Havet är nära Finger Point åt nordost.  Trakten är obefolkad. Det finns inga samhällen i närheten. 